# Sensor Web Enablement
Das Sensor Web Enablement (SWE) ist eine Initiative des Open Geospatial Consortiums (OGC), welche das Web Service Framework durch zusätzliche Dienste zur Webintegrierung von Sensoren und Sensornetzwerken erweitert.

## Ziele
Das Ziel von SWE ist, die OGC-Mitglieder mit in die Entwicklung und Verknüpfung diverser sensorbezogener Standards zu involvieren und motivieren. Die Standards sollen es ermöglichen, Teile von Entwicklungen wiederverwendbar zu machen und so unnötigen Aufwand einzusparen. Zudem sollen die Standards als Leitfaden für zukünftige Projekte dienen. Nur durch Vorgaben können einheitliche Projekte entstehen.

## Einsatz
Dem SWE gehören sieben Typen an – fünf davon kommen häufig zum Einsatz, oft auch in Kombination:
- Observations&Measurements (O&M) – Spezifikation, die ein Framework zur Kodierung von Messungen, Messwerten und Observationen beschreibt
- Sensor Model Language (SensorML) – Markup Language zur Beschreibung von Daten und der Verfahren, mit denen diese gewonnen werden
- Transducer Markup Language (TML)
- Sensor Observation Service (SOS) – Der Sensor Observation Service ist eine "API zur Steuerung von eingebundenen Sensoren sowie zum Empfang von Sensor- & Observationsdaten"
- Sensor Planning Service (SPS) – zur Planung von Aufgaben (Tasks) für Sensoren oder Sensornetzwerke